# AZS-AWF Warszawa
AZS-AWF Warszawa är en sportklubb från Warszawa, Polen. Klubben grundades 24 november 1949 och har hela tiden varit knuten till Józef Piłsudskis universitet för idrott och hälsa i Warszawa (polska: Akademia Wychowania Fizycznego Józefa Piłsudskiego w Warszawie, förkortat AWF). Klubben är och har haft aktivitet inom en mängd sporter: brottning, friidrott, fäktning, handboll, hästsport, judo, rugby, simning, taekwondo och volleyboll. 

## Sektioner

### Friidrott
Friidrottarna Tomasz Majewski och Jacek Wszoła har tävlat för klubben.

### Fäktning
Fäktaren Marek Dąbrowski har tävlat för klubben.

### Judo
Paweł Nastula har tävlat för klubben.

### Simning
Simmarna Otylia Jędrzejczak har tävlat för klubben.

### Tyngdlyftning
Tyngdlyftaren Waldemar Baszanowski har tävlat för klubben.

### Volleyboll
Klubben herrlag har blivit polska mästare fjorton gånger (1952-1961 och 1963-1966) och vunnit polska cupen tre gånger (1953, 1953/54 och 1954). Klubbens damlag har blivit polska mästare elva gånger (1952, 1955-1958, 1960, 1962-1966), nått final i polska cupen tre gånger (1954, 1970 och 1972). De har också nått final i europacupen två gånger (1961 och 1963). Damlaget har från och med 1990-talet främst spelat i näst högsta ligan.